# Kim So-Hui
Kim So-Hui (Jecheon, 29 de enero de 1994) es una deportista surcoreana que compite en taekwondo.
Participó en los Juegos Olímpicos de Río de Janeiro 2016, obteniendo una medalla de oro en la categoría de –49 kg. En los Juegos Asiáticos de 2014 consiguió una medalla de oro.
Ganó dos medallas de oro en el Campeonato Mundial de Taekwondo en los años 2011 y 2013, y una medalla de bronce en el Campeonato Asiático de Taekwondo de 2012.

## Palmarés internacional
| Juegos Olímpicos    | Juegos Olímpicos             | Juegos Olímpicos  | Juegos Olímpicos |
| Año                 | Lugar                        | Medalla           | Categoría        |
| ------------------- | ---------------------------- | ----------------- | ---------------- |
| 2016                | Río de Janeiro (Brasil)      | Medalla de oro    | –49 kg           |
| Campeonato Mundial  |                              |                   |                  |
| Año                 | Lugar                        | Medalla           | Categoría        |
| 2011                | Gyeongju (Corea del Sur)     | Medalla de oro    | –46 kg           |
| 2013                | Puebla (México)              | Medalla de oro    | –46 kg           |
| Juegos Asiáticos    |                              |                   |                  |
| Año                 | Lugar                        | Medalla           | Categoría        |
| 2014                | Incheon (Corea del Sur)      | Medalla de oro    | –46 kg           |
| Campeonato Asiático |                              |                   |                  |
| Año                 | Lugar                        | Medalla           | Categoría        |
| 2012                | Ciudad Ho Chi Minh (Vietnam) | Medalla de bronce | –46 kg           |